# Cột Đức Mẹ ở Litovel

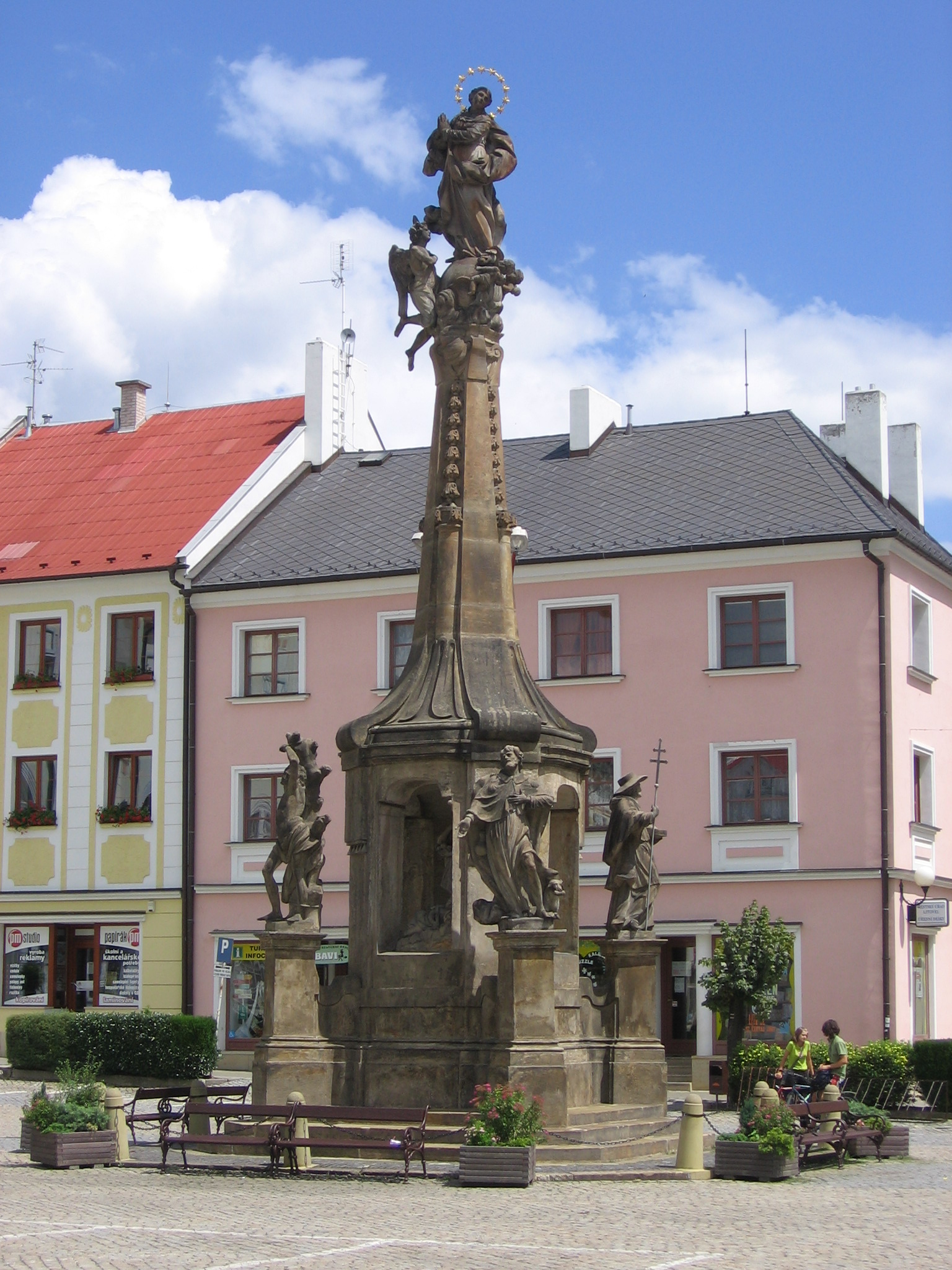
Cột Đức Mẹ ở Litovel (2007)

Cột Đức Mẹ ở Litovel (tiếng Séc: Mariánský sloup v Litovli) là một trong những tượng đài tôn giáo nổi tiếng về Đức Mẹ, tọa lạc ở quảng trường Přemysl Otakar tại trung tâm thị trấn Litovel, huyện Olomouc, vùng Olomoucký, Cộng hòa Séc. Tượng đài này có tên trong danh sách các di tích văn hóa của Cộng hòa Séc.

## Lịch sử
Cột Đức Mẹ ở Litovel được xây dựng vào năm 1724, nhằm bày tỏ lòng biết ơn chân thành đối với Mẹ Maria, vì Ngài đã phù hộ cho người dân thị trấn Litovel vượt qua trận dịch hạch năm 1714. Tượng đài này được cải tạo vào năm 1889. Năm 2014, đèn chiếu sáng ban đêm được thêm vào cột trong quá trình trùng tu quảng trường.

## Mô tả
Bức tượng ở trên đỉnh cột khắc họa hình ảnh Đức Trinh Nữ Maria Vô nhiễm nguyên tội. Ngọn cột cũng được trang trí bằng hình ảnh các thiên thần. Phần bệ cột được thiết kế như một nhà nguyện hình bát giác. Bên trong có các tượng Thánh Pauline của Rome và Thánh Rosalie. Xung quanh phần bệ là các tượng của 4 vị thánh bệnh dịch: Thánh Francis Xavier, Thánh Sebastian, Thánh Charles Borromeo và Thánh Roch thành Montpellier.